# Hopea bullatifolia
Hopea bullatifolia är en tvåhjärtbladig växtart som beskrevs av Peter Shaw Ashton. Hopea bullatifolia ingår i släktet Hopea och familjen Dipterocarpaceae. Inga underarter finns listade i Catalogue of Life.